# 比連琴基夫卡
50°21′50″N 33°55′40″E / 50.36389°N 33.92778°E
比連琴基夫卡（烏克蘭語：Біленченківка），是烏克蘭中部的村莊，隸屬波爾塔瓦州的米爾霍羅德區。該村距離哈佳奇2.5公里，始建於1840年，面積2.66平方公里，海拔高度140米，2001年人口776。